# White Shit
White Shit é uma banda estadunidense de punk rock, mais significativa pela música, "Jim Morrison" de 2009. Eles lançaram seu álbum de estréia, Sculpted Beef, em 2009.

## Discografia
- Sculpted Beef (2009)
- Carry Me (2010)
- White Shi'ite (2010)